# Entrà de la Flor
L'Entrà de la Flor és una festivitat que se celebra cada 1 de febrer a Torrent, i que es remunta al segle xvii, en la qual els clavaris i membres de la Confraria de la Mare de Déu fan lliurament de la primera branca d'ametller en flor a la Verge.

## Orígens
Se celebra el dia 1 de febrer. Es tracta potser de l'acte més vistós de tots els que organitza la Confraria. Consisteix a oferir a la Mare de Déu els fruits del primer arbre a florir després de l'hivern, que és l'ametller.
La tradició oral ens explica que aquesta és una festa centenària a Torrent. No obstant això, no es coneix l'origen precís d'aquesta festa ni des de quan exactament és la Confraria de la Verge del Rosari i Sant Lluís Gonzaga l'organitzadora, encara que la nostra Acta de Refundació de l'any 1940 mostra que una de les nostres obligacions, des de la fundació de la Confraria, és oferir les primícies que la naturalesa ens envia".
Aquesta branca es talla i es porta fins a la parròquia de Sant Lluís Bertran, on s'iniciarà el trasllat a la nit. Una vegada fet això, se celebra un esmorzar i un menjar multitudinaris en l'anomenada "Caseta del Rosari". Allí van clavaris, junta directiva, amics i participants de l'acte i fins i tot autoritats municipals
La segona part, i la principal, de l'Entra de la Flor és a partir de les 20:45. Els participants en el trasllat es concentren a la parròquia de Sant Lluís Bertran. Se celebra una breu oració i posteriorment s'inicia el trasllat de la branca d'ametller fins a la parròquia de La nostra Senyora de l'Assumpció. Aquesta processó es realitza llançant coets subjectats amb pinces, la qual cosa provoca que aquest acte estigui ple de color i sigui molt agradable de veure.

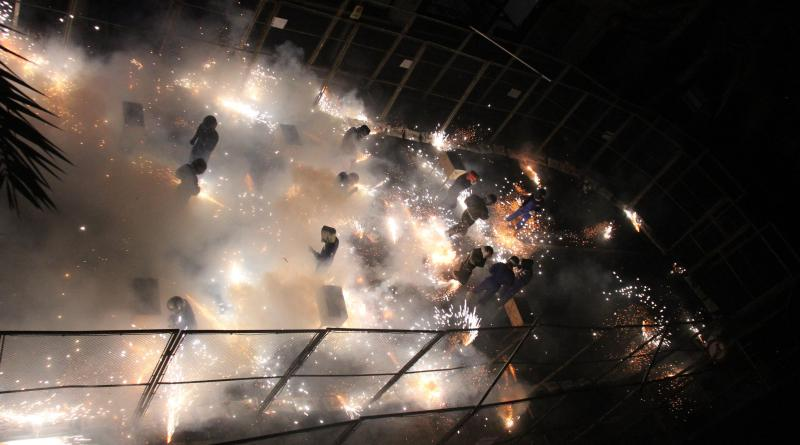
La Pólvora il·lumina Torrent

Finalment, en la parròquia de l'Assumpció, el rector d'aquest temple beneeix la branca i s'ofereixen unes branques a la Verge del Rosari. Una vegada finalitza el trasllat comença la Cordà. En un recinte tancat i condicionat, els participants llancen coets solts.
Per participar en la Cordà serà indispensable posseir el certificat de Consumidor Reconegut com a Expert (CRE). Els participants, tant en la primera part de l'acte (recorregut des de la parròquia Sant Lluís Bertran fins a la parròquia L'Assumpció de La nostra Senyora) com en la cordà, han de posseir l'esmentat certificat.

## Altres festes
Torrent, com a "Gran Ciutat" que és, celebra al llarg de l'any multitud de festes.
- Porrat de Sant Antonio Abad: Celebrat els dies 16-17 de gener. La vespra del 17 de gener es realitza una foguera al carrer i dues o tres setmanes més tard es realitza la posterior benedicció d'animals, al costat del lliurament de pans beneïts.

- Sant Blai: 3 de febrer, en aquesta festivitat queden instal·lats al carrer Ramón y Cajal posats d'artesania, menjar, fruita seca, tómboles, etc. Una data en la qual es venen els típics gaiatos (bastons de rosquilleta o de panquemao) i els sanblaiets. És també tradicional entrar a l'església per posar-se oli sobre la gola (ja que Sant Blai és el sant que protegeix de les malalties de la gola). El plat típic del dia és el rossejat.

- Falles de Torrent: Celebrat entre els dies 15 al 19 de març. Les 28 comissions falleres planten 56 falles (28 majors i 28 infantils), que al costat de les 2 municipals fan que Torrent tingui 58 falles. Uns quinze dies abans de la festivitat de Sant Josep, es realitza la tradicional "cridà" (crida a tothom per recordar que ja són falles). Fins al dia 15 hi ha diversos actes com les cavalcades i l'exposició del ninot… La nit del dia 15 es planten les falles; des del dia 16 fins al dia 19 (tots dos inclusivament) es realitza la mascletà; els dies 17 i 18 es realitza l'Ofrena a la Verge dels Desemparats; i el dia 19 (Sant Josep), es realitza la cremà de les falles.

- Setmana Santa de Torrent: Els actes de la Setmana Santa comencen una setmana abans del Diumenge de Ramos, en la qual es realitza el pregó de la Setmana Santa i la proclamació de la Reina de la Trobada. El Diumenge de Rams es realitza la benedicció de palmells. El Dilluns, Dimarts, Dimecres, i Dijous Sant, es realitzen els "trasllats", en la qual cada germanor porta el seu "pas" fins a la parròquia de Montesión o el museu de Setmana Santa.

- Festes Mare de Déu dels Desemparats. Se celebren el segon diumenge de maig, on la imatge de la Mare de Déu dels Desemparats recorre els carrers de la ciutat.

- Corpus Christi: La festivitat del Cos de Crist se sol celebrar a la fi de maig i intervinguts de juny. Durant el dia del Corpus es realitza la missa major i a la tarda es realitza la processó. En acabar la processó es realitza el tret d'una mascletà.

- Festes Patronals (Sant Abdó i Sant Senèn) i de Moros i Cristians: Del 23 al 30 de juliol. Popular festa que des de 1990 ha pres una gran importància pels moros i cristians. La Gran Entrada compta amb 24 filaes i comparses amb més de mil participants i prop de deu mil espectadors cada estiu. A més es realitzen altres activitats com el pregó i la trabucà en la qual es fa el parlament.

- Festes d'estiu de les barriades de Torrent: Durant els mesos d'agost i setembre se celebren les festes dels diferents barris i colònies de Torrent; com la Colònia Blanca del Vedat de Torrent (dedicades a la Verge Blanca), Sant Gaietà (al barri del mateix nom), Tros Alt (dedicades a la Verge dels Àngels), El Pantà (dedicades a la Verge dels Desemparats), Mes de la Muntanyeta, Festes de l'associació Montehermoso, Festes de la Colònia de Santa Apolònia en el Vedat de Torrent, Festes Mes del Jutge (dedicades a Sant Lluís Bertran i Sant Vicent Ferrer).

- L'Aurora Celebració que comença el 8 de desembre amb la finalitat de convocar a la gent per al rés del Rosari. Aquesta celebració es realitza tots els diumenges (a excepció de 25 de desembre i 1 de gener) des del dia 8 de desembre fins al dia 6 de gener, també es realitza una aurora el dia 26 de gener.

## Publicacions
La Confraria del Rosari de Torrent (1606-2006). Torrent